# Tephrina bilineata
Tephrina bilineata är en fjärilsart som beskrevs av W. Warren 1895. Tephrina bilineata ingår i släktet Tephrina och familjen mätare. Inga underarter finns listade i Catalogue of Life.